# Вірус SV40
Вірус SV40 (англ. Macaca mulatta polyomavirus 1, раніше Simian virus 40) — вид поліомавірусів, виявлений в клітинах мавп, з роду Betapolyomavirus, є типовим видом роду. Як і у інших поліомавірусів, геном SV40 представлений кільцевою дволанцюговою молекулою ДНК .
Мільйони людей були інфіковані вірусом SV40, так як в 1960-х роках він містився у вакцині проти вірусу поліомієліту .

## Історія
Вірус був виділений в 1960 році в культурі клітин нирки макаки резус, яку використовували при виробництві вакцини від поліомієліту. Клітини зеленої мавпи, заражені вірусом, утворювали незвичайні вакуолі. У 1978 році повний геном вірусу був секвенований Вальтером Фіерсом в Університеті Гента . Зараження клітин макаки резус — безсимптомне, вірус виявлений у багатьох популяціях мавп в дикій природі. У здорових особин вірус SV40 рідко викликає захворювання, але у мавп, заражених вірусом імунодефіциту мавп (англ. Simian immunodeficiency virus SV40 діє подібно поліомавірусу людини JC і BK, які викликають захворювання нирок і демієлінізацію, подібну прогресивній мультифокальній лейкоенцефалопатії . У інших видів, наприклад, хом'яків, SV40 викликає різноманітні пухлини, зазвичай саркоми . У щурів, онкогенний великий Т-антиген SV40 використовують для моделювання пухлин мозку, наприклад, нейроектодермальних пухлин і медуллобластом .

## Будова
Вірус SV40 має ікосаедричний віріон, що містить геномну ДНК довжиною близько 5000 нуклеотидних пар. Віріон прикріплюється до рецепторів MHC класу 1 на поверхні клітини за допомогою глікопротеїну VP1. Всередині ядра клітини клітинна РНК-полімераза II експресує ранні гени. Транскрибована мРНК піддається розрізанню на два фрагменти, що кодують великий і малий Т-антигени. Близько 5 % великого Т-антигена надходить в плазматичну мембрану клітини, а близько 95 % — в ядро. В ядрі великий Т-антиген зв'язується з трьома сайтами вірусної ДНК, зв'язування з сайтом I і II регулює синтез ранніх РНК, зв'язування з другим сайтом відбувається в кожному клітинному циклі II. Зв'язування з сайтом I викликає реплікацію ДНК в точці початку реплікації. Збірка віріонів здійснюється в ядрі клітини.

## Можлива роль у виникненні захворювань у людини
Гіпотези про те, що вірус SV40 може викликати захворювання у людини, викликали велику кількість суперечок. Використовували різні методи виявлення вірусу SV40 в пухлинах людини, проте достовірність методів дослідження і роль вірусу в розвитку пухлини, досі не підтверджені. Деякі дослідники вважають, що отримані дані не слід трактувати на користь того, що вірус викликає рак, інші вважають, що певні види раку можуть бути викликані вірусом SV40 . У США National Cancer Institute в 2004 році заявив про те, що, хоча SV40 і викликає рак у деяких модельних тварин, «накопичений істотний обсяг епідеміологічних даних, які свідчать про те, що вірус SV40, ймовірно, не викликає рак у людей» . Дана заява базується на двох відносно недавніх дослідженнях .

### Конференція NIH по вірусу SV40 в 1997 році
- Simian Virus 40 (SV40 :) A Possible Human Polyomavirus Workshop Monday January 27, 1997, Morning Session [Архівовано 30 червня 2004 у Wayback Machine.], transcript of 1997 National Institutes of Health conference on SV40 in humans, (part 1 of 3), United States Food and Drug Administration (FDA)
- Simian Virus 40 (SV40 :) A Possible Human Polyomavirus Workshop Monday January 27, 1997. Afternoon Session [Архівовано 3 липня 2004 у Wayback Machine.], transcript of 1 997 National Institutes of Health conference on SV40 in humans (part 2 of 3), United States Food and Drug Administration (FDA)
- Simian Virus 40 (SV40 :) A Possible Human Polyomavirus Workshop, Tuesday, January 28, 1997. [Архівовано 2 липня 2004 у Wayback Machine.], transcript of 1 997 National Institutes of Health conference on SV40 in humans (part 3 of 3), United States Food and Drug Administration (FDA)

### Інше
- ІMeSH Simian+virus+40